# Kościół Najświętszego Serca Jezusowego w Olszewce
Kościół pw. Najświętszego Serca Jezusowego w Olszewce – rzymskokatolicki kościół parafialny należący do dekanatu Chorzele oraz diecezji łomżyńskiej.

## Historia

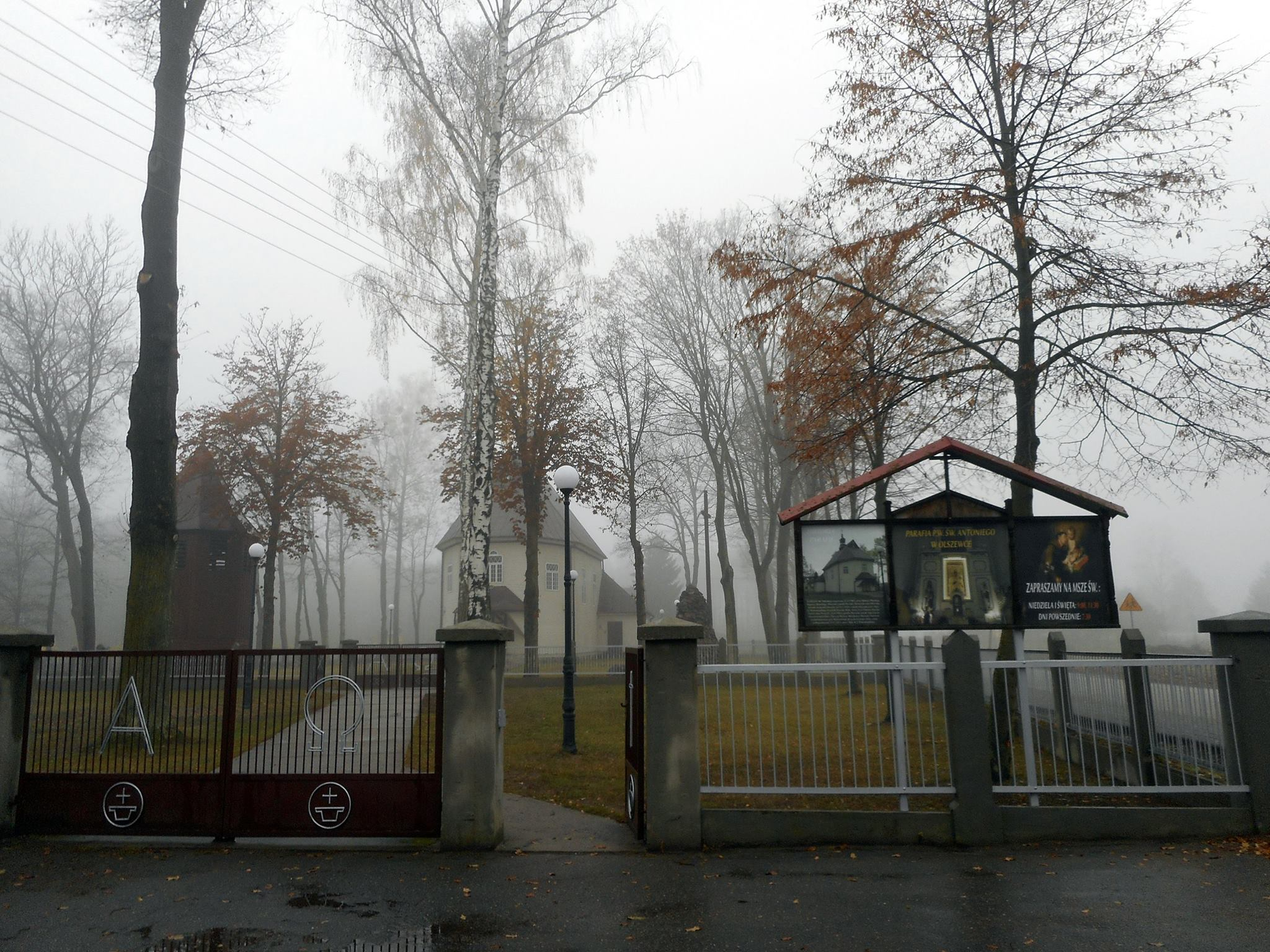
Widok na dzwonnicę i kościół (2015)

Od momentu powstania wieś Olszewka należała do parafii Chorzele. W 1905 drewniana świątynia z Czarni z powodu budowy tam murowanego kościoła została wystawiona na licytację. Olszewiacy wysłali delegację, ale ich ofertę przebili ludzie z Parciak. Kościół składano w Parciakach do 1912. Choć Olszewkę z dniem 23 listopada 1918 włączono do parafii w Parciakach, mieszkańcy, manifestując niezadowolenie z posunięcia społeczności Parciak, uczęszczali do kościoła w Chorzelach.
W 1919 społeczność wsi Olszewki podjęła decyzję o budowie własnego kościoła. Grzegorz Grabowski przekazał kawałek ziemi pod świątynię, powołano też komitet budowy. Inicjatywę wspierał pomagał proboszcz parafii Parciaki ks. Józef Jankowski. Kościół pw. Najświętszego Serca Jezusowego został konsekrowany 31 VII 1922. Poświęcenia dokonał abp Antoni Julian Nowowiejski. Kościół wystawiono jako wotum za odzyskanie niepodległości przez Polskę. Liderami społecznymi w procesie budowy byli Wilhelm Cymler oraz Bartosz Sendrowski. W kurii diecezjalnej w Płocku przedstawiali sprawę świątyni w Olszewce.

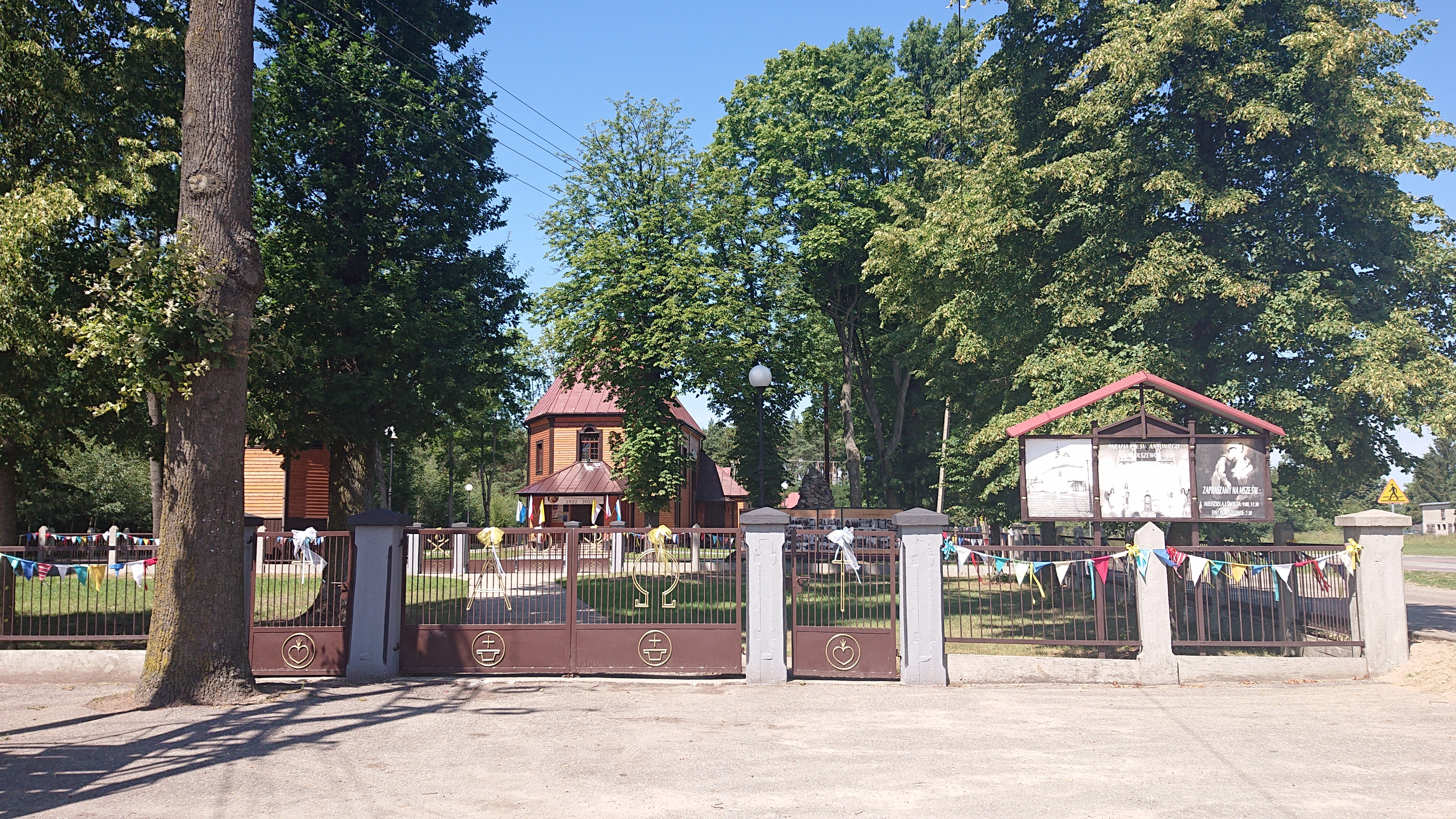
Widok na dzwonnicę, kościół, wystawę plenerową i tablicę informacyjną (2022)

Kościół stanowił kaplicę w parafii Parciaki. Dojeżdżał tu ksiądz z Parciak i w wybrane niedziele odprawiał msze. Od 1980 obiekt jest świątynią parafialną. To jedyny ośmioboczny kościół w diecezji łomżyńskiej oraz jedna z 12 drewnianych świątyń w Puszczy Zielonej. 
W parafii obchodzone są dwa odpusty: św. Antoniego, patrona parafii, i Najświętszego Serca Jezusowego jako wezwanie kościoła. W kościele są przechowywane relikwie św. Antoniego. Sprowadzono je do parafii w 2022.

## Architektura

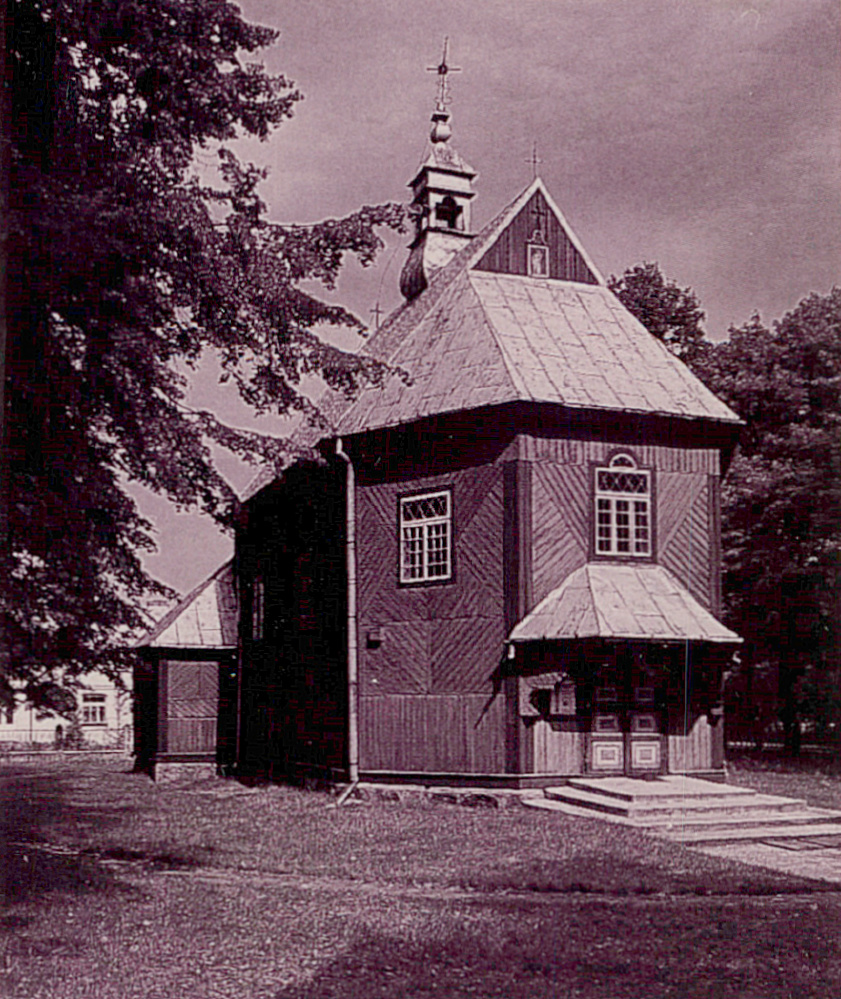
Kościół w Olszewce przed obłożeniem sidingiem

Kościół jest orientowany, usytuowany równolegle do drogi przez Olszewkę. Ma konstrukcję zrębową, jest zbudowany na planie wydłużonego ośmioboku. Kościół ma 18 m długości, 8,5 m szerokości i 8 m wysokości do sklepienia.
Krokwiowo-jętkowa więźba dachowa jest oparta na stolcach z zastrzałami. Niski fundament stanowią kamienie polne. Prezbiterium nie zostało wyodrębnione. Jest zamknięte trójbocznie. Do nawy dobudowano kruchtę (od strony południowo-wschodniej) oraz zakrystię (od strony południowo-zachodniej). Jednokalenicowy dach jest dwuspadowy nad nawą i prezbiterium, nad frontem trójspadowy. Kruchta i zakrystia przykryte są dachami pulpitowym i trójpołaciowym. Na dachu jest czworoboczna wieża (sygnaturka) o barokowej formie zwieńczona metalowym krzyżem. Wejście główne od frontu osłonięte zostało daszkiem. Przed wizytacją biskupią w 1935 kościół został oszalowany deskami zewnątrz i wewnątrz. 
Frontowa elewacja zachodnia jest symetryczna, zamknięto ją trójbocznie. W środkowej ścianie zamontowano drewniane płycinowe dwuskrzydłowe drzwi do kościoła. Nad nimi znajduje się pulpitowy daszek. Nad drzwiami umieszczono prostokątne trójdzielne wielopolowe okno z przeszklonymi nadświetlem i półokrągłym świetlikiem. W ukośnych ścianach znajdują się po dwa prostokątne okna dwudzielne z nadświetlem. Na froncie kościoła zawieszono drewniany ludowy krucyfiks. Południowa i północna elewacje są identyczne. Od strony prezbiterium do kościoła przylega zakrystia z dwoma prostokątnymi oknami. Są dwudzielne, wielopolowe z nadświetlem. Ściana kruchty jest ślepa. Do elewacji wschodniej (prezbiterialnej) od południa przylega zakrystia. W jej wschodniej ścianie zamontowano jednoskrzydłowe płycinowe drzwi. Od północy z prezbiterium styka się ściana kruchty, w której znajdują się dwa prostokątne okna.
Do kościoła prowadzą schody i podjazd. Wokół kościoła wylano betonowy chodnik procesyjny, który w 2022 zmieniono na kostkę brukową.
Drzwi do nawy są drewniane, dwuskrzydłowe i płycinowe. Podłoga wewnątrz wykonana została z desek (z wyjątkiem prezbiterium, które wyłożone jest dębową klepką). Drzwi do składzika i zakrystii są jednoskrzydłowe i płycinowe. Wszystkie okna są drewniane i pojedyncze: nad wejściem głównym trójdzielne wielopolowe z prostokątnym nadświetlem, nad którym znajduje się trójkątny świetlik (oba wypełnione kolorowym szkłem), pozostałe okna dwudzielne wielopolowe z nadświetlem jak w oknie nad wejściem głównym. Na chór muzyczny prowadzą dwubiegowe drewniane schody. Chór postawiono na podciągu z drewnianej belki, którą osadzono w ścianach i podparto dwoma słupami. Chór jest balkonowy.
Ściany wewnętrzne są szalowane. Na wysokość 1,6 m  obłożone pionową boazerię. Sufit, nawy i prezbiterium są wykonane z drewnianej sklejki, listwowane w kwadraty z fasetą. W kościele ustawiono drewniane ławki z oparciami.

## Wyposażenie
Wnętrze z wyposażeniem z okresu międzywojennego. W klasycystycznym ołtarzu głównym znajduje się przedstawienie Najświętszego Serca Jezusa w stylistyce Chrystusa Króla. Po obu stronach obrazu stoją figury św. Kazimierza królewicza i św. Stanisława Kostki. Nad obrazem głównym w ołtarzu zamieszczono obraz św. Anny i Maryi. Nastawę ołtarzową flankują obrazy zawieszone na ścianach: po stronie lekcji obraz Matki Bożej Częstochowskiej, po stronie ewangelii obraz Najświętszego Serca Pana Jezusa. W ołtarzu bocznym na lewej ścianie kościoła wisi obraz św. Antoniego z Dzieciątkiem Jezus. Nad nim wisi głowa anioła ze skrzydłami. Pod obrazem stoi figura św. Michała Archanioła z Gargano i figura św. Józefa. Między nimi zamieszczono relikwiarz z relikwiami św. Antoniego. W ołtarzu bocznym na prawej ścianie kościoła wisi obraz Matki Bożej Częstochowskiej. Nad obrazem wisi niewielki krzyż. Pod obrazem stoją trzy figury: św. Antoniego z Dzieciątkiem Jezus, Matki Bożej Fatimskiej i św. Stanisława Kostki z Jezusem. Przy chrzcielnicy zawieszono obraz przedstawiający chrzest Jezusa w rzece Jordan. Nad nim wisi obraz Miłosierdzia Bożego. Naprzeciw, nad konfesjonałem, wisi krucyfiks. Na słupach podtrzymujących chór muzyczny wiszą dwa ludowe krucyfiksy. W kościele znajdują się drewniane stacje drogi krzyżowej. Obrazy Wniebowzięcia NMP i obraz Najświętszego Serca Jezusa w ołtarzu głównym namalował mieszkaniec Olszewki Czesław Parciak.
W 1996 przeprowadzono remont ścian zewnętrznych kościoła. W latach 1996–2000 kościół – staraniem ks. proboszcza Romana Ziemaka – został obłożony sidingem. Zmianę przeprowadzono na zewnątrz i w środku kościoła.
W 2017 r. ks. proboszcz Szymon Pieńkowski przystąpił do remontu kościoła i dzwonnicy. Z powodu wieku i zniszczenia drewna przez siding oba budynki wymagały renowacji. Zdjęto siding z zewnątrz kościoła, wymieniono podwaliny oraz zniszczone belki, ubytki uzupełniono starodrzewem, założono wiatroizolację i łaty, wykonano nowe szalowanie, wymieniono drzwi. W kolejnym roku przeprowadzono renowację wnętrza. Zdjęto siding, wykonano nowe szalowane z różnych gatunków drewna. Kasetony na dolnych częściach ścian są z dębu, boazeria z modrzewia szczotkowanego, kolumny na ścianach bocznych ze świerku (malowane tak samo jak dębowe kasetony). Odnowiono ławki. W prace remontowe włączyli się parafianie.
19 września 2018 biskup łomżyński Janusz Stepnowski odsłonił w kościele tablicę, na której umieszczono nazwiska ofiarodawców indywidualnych i grupowych, którzy wsparli remont świątyni. Uruchomiono konto bankowe, na które można było dokonywać wpłat. Prowadzone były zbiórki pieniężne i inicjatywy, z których dochód przeznaczano na remont świątyni (festyny, konkursy itp.).
W 2022 podjęto następujące prace: specjalną lakierobejcą pomalowano zewnętrzne ściany kościoła, wycyklinowano podłogę w kościele, zakrystiach i na chórze, powstały nowe schody na chór, wymieniony został ołtarz posoborowy, odnowiono ołtarz boczny Matki Bożej, pozłocono kolumny w nawie i na chórze. Zamontowano nowe granitowe schody przed kościołem, przy zakrystii i kruchcie. Umeblowano na nowo zakrystię. Wykonano ołtarz boczny św. Antoniego. Ołtarz główny poddano renowacji. W otoczeniu kościoła usunięto stare karpy drzew, wyrównano teren i zasiano trawę.

## Galeria (1996)

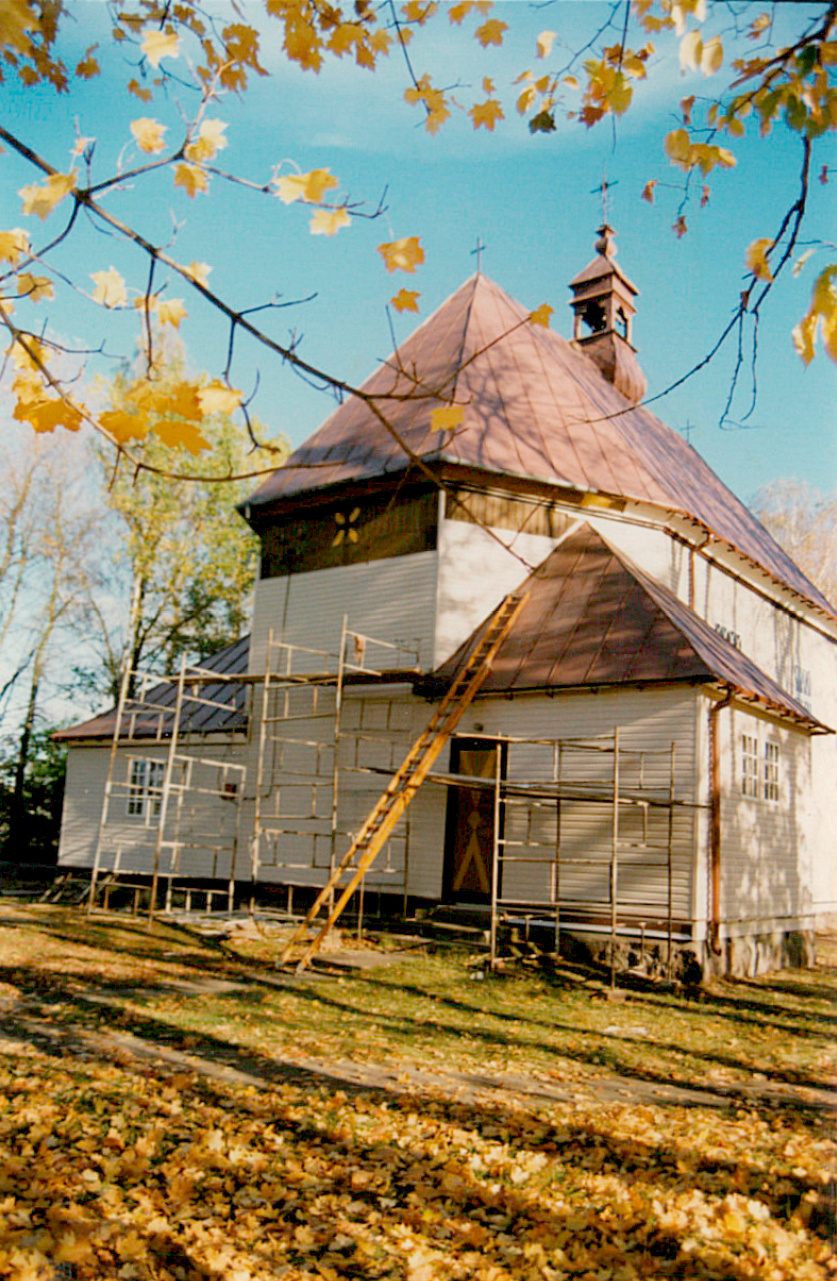
Kościół w trakcie obkładania sidingiem
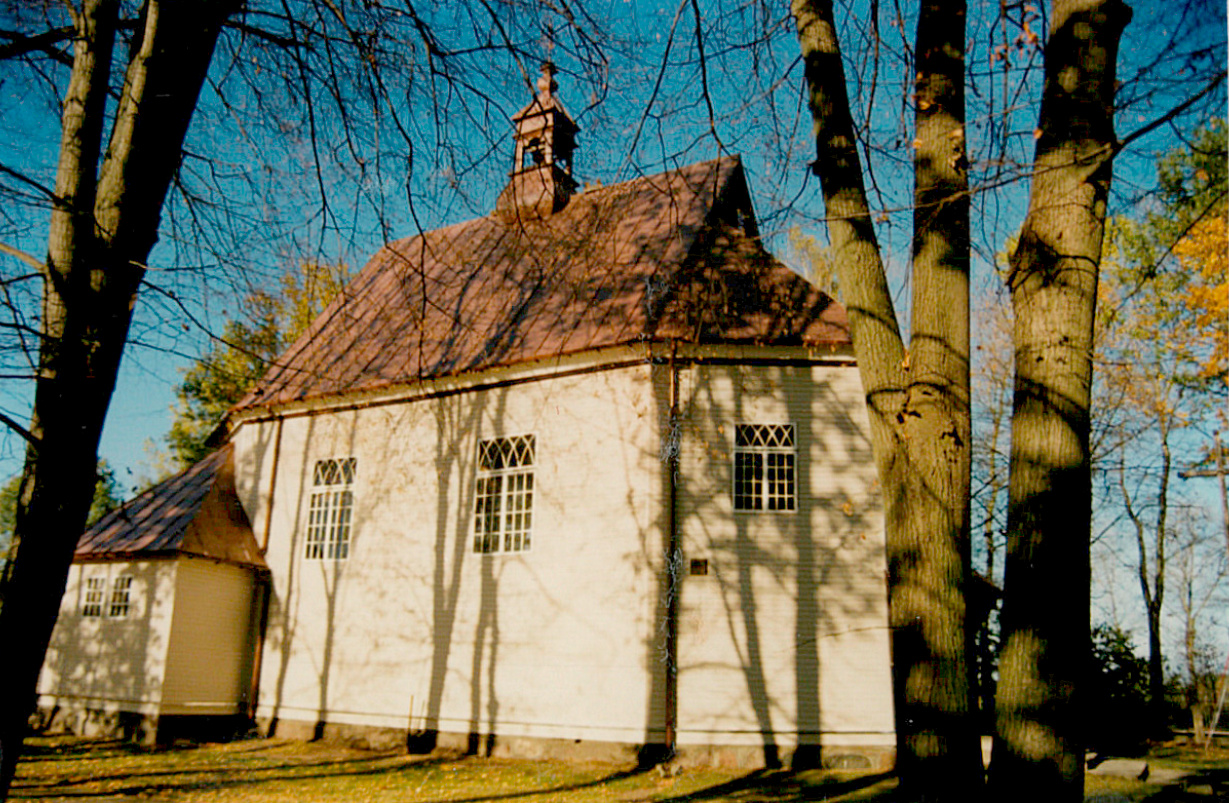
Kościół obłożony sidingiem
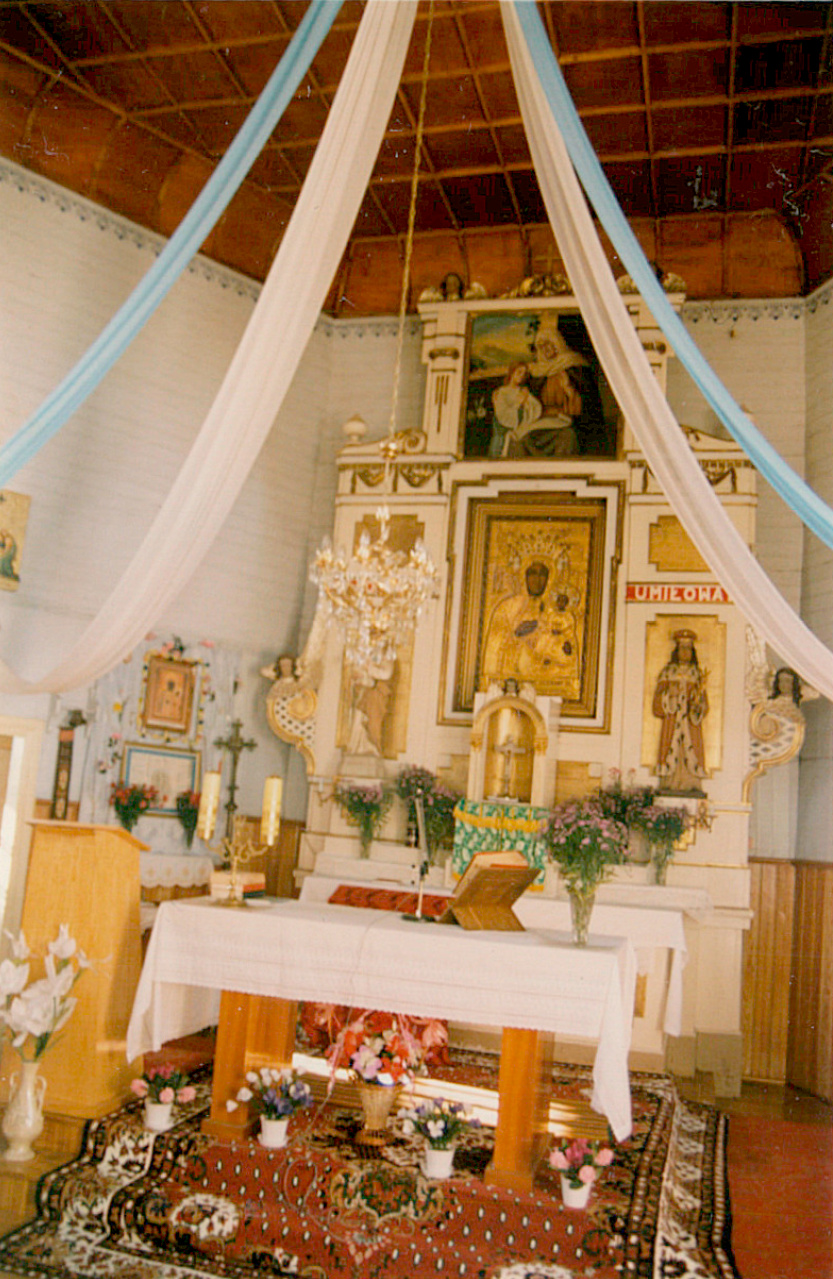
Ołtarz główny
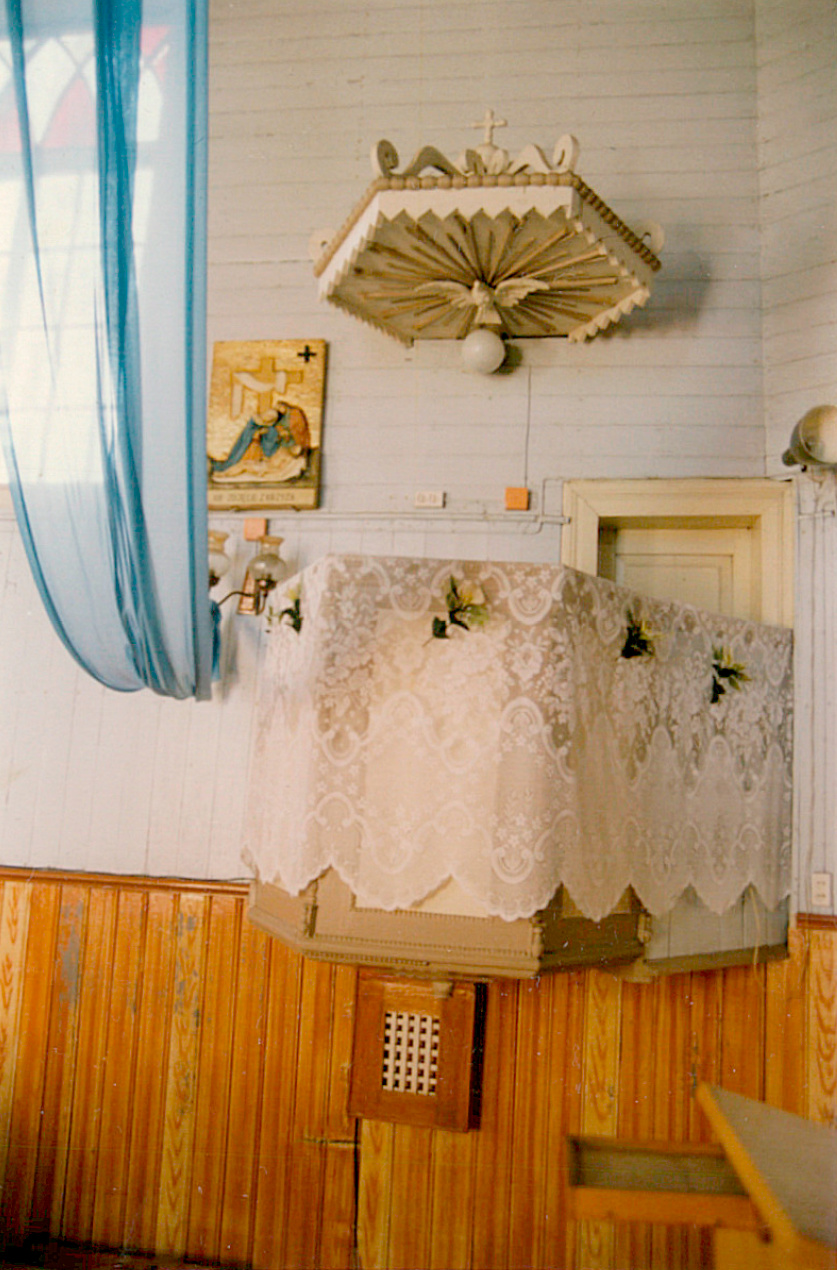
Ambona
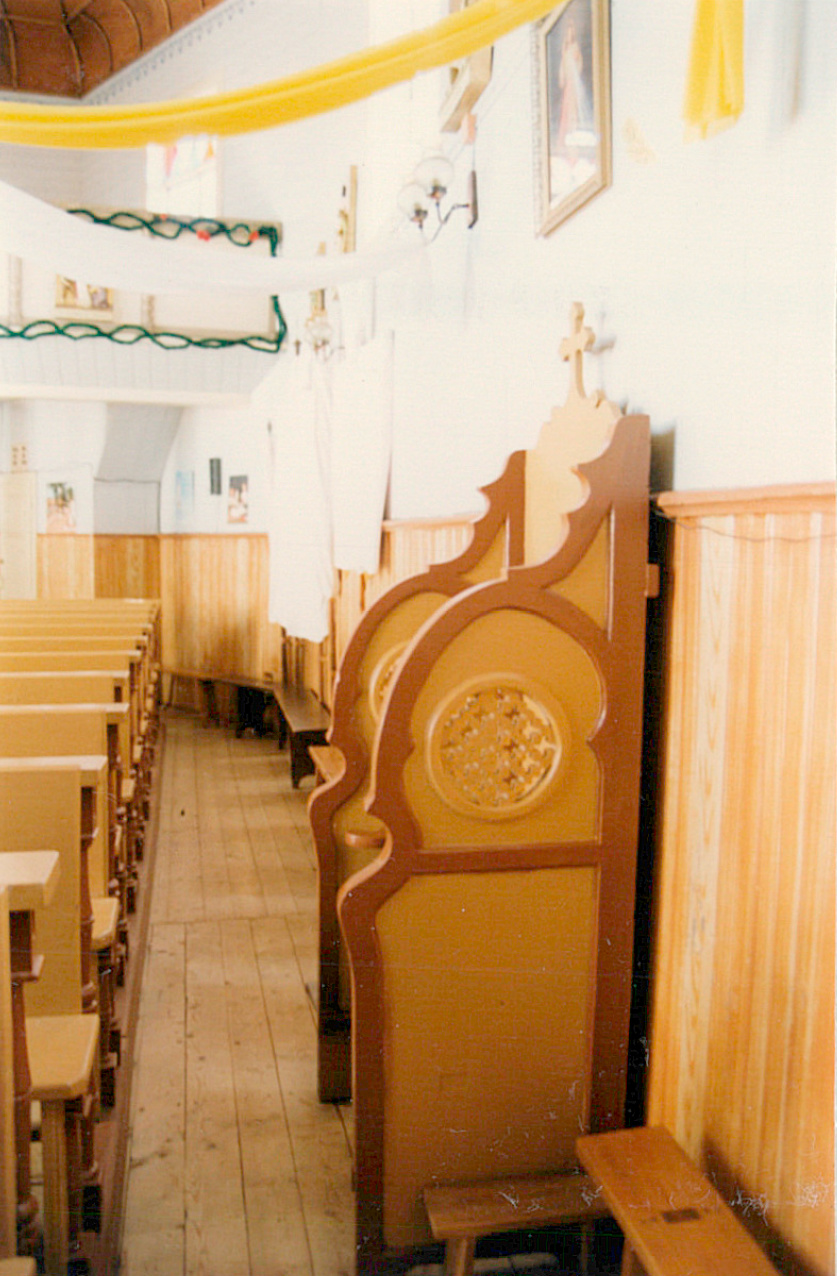
Konfesjonał
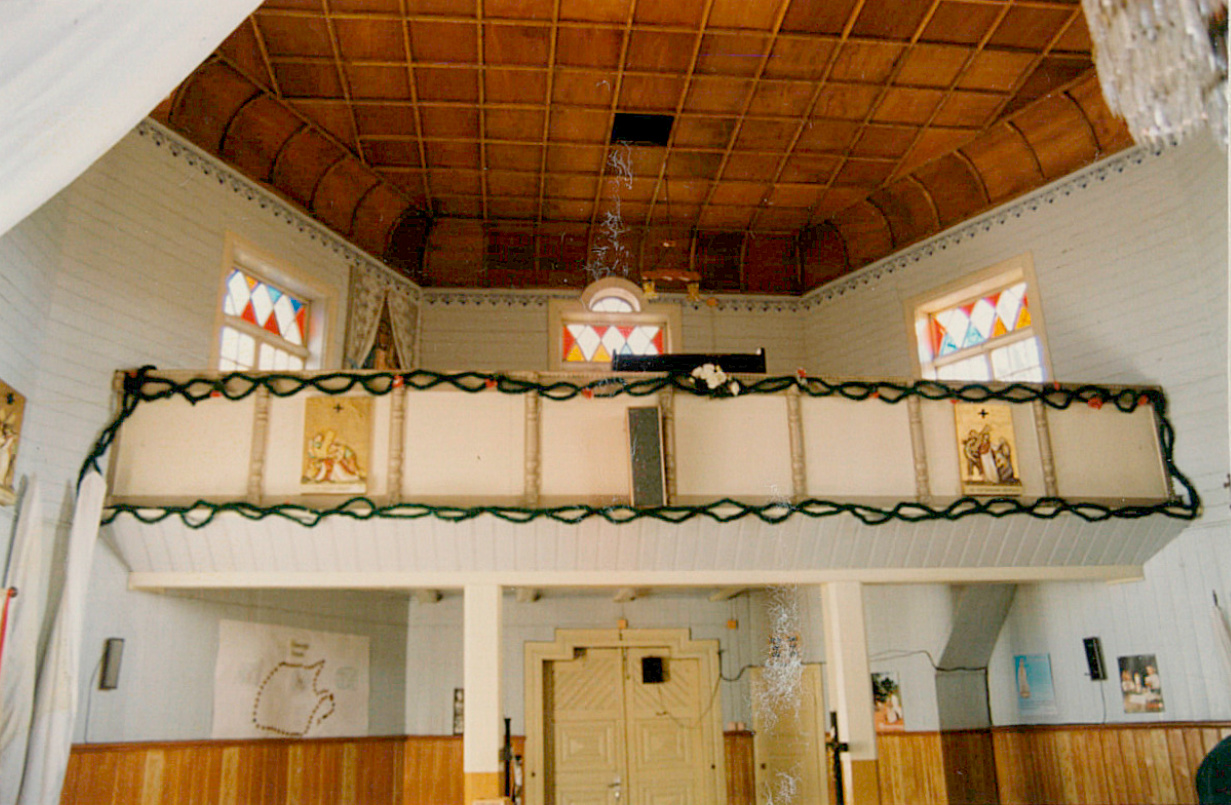
Chór muzyczny

## Galeria (2022)

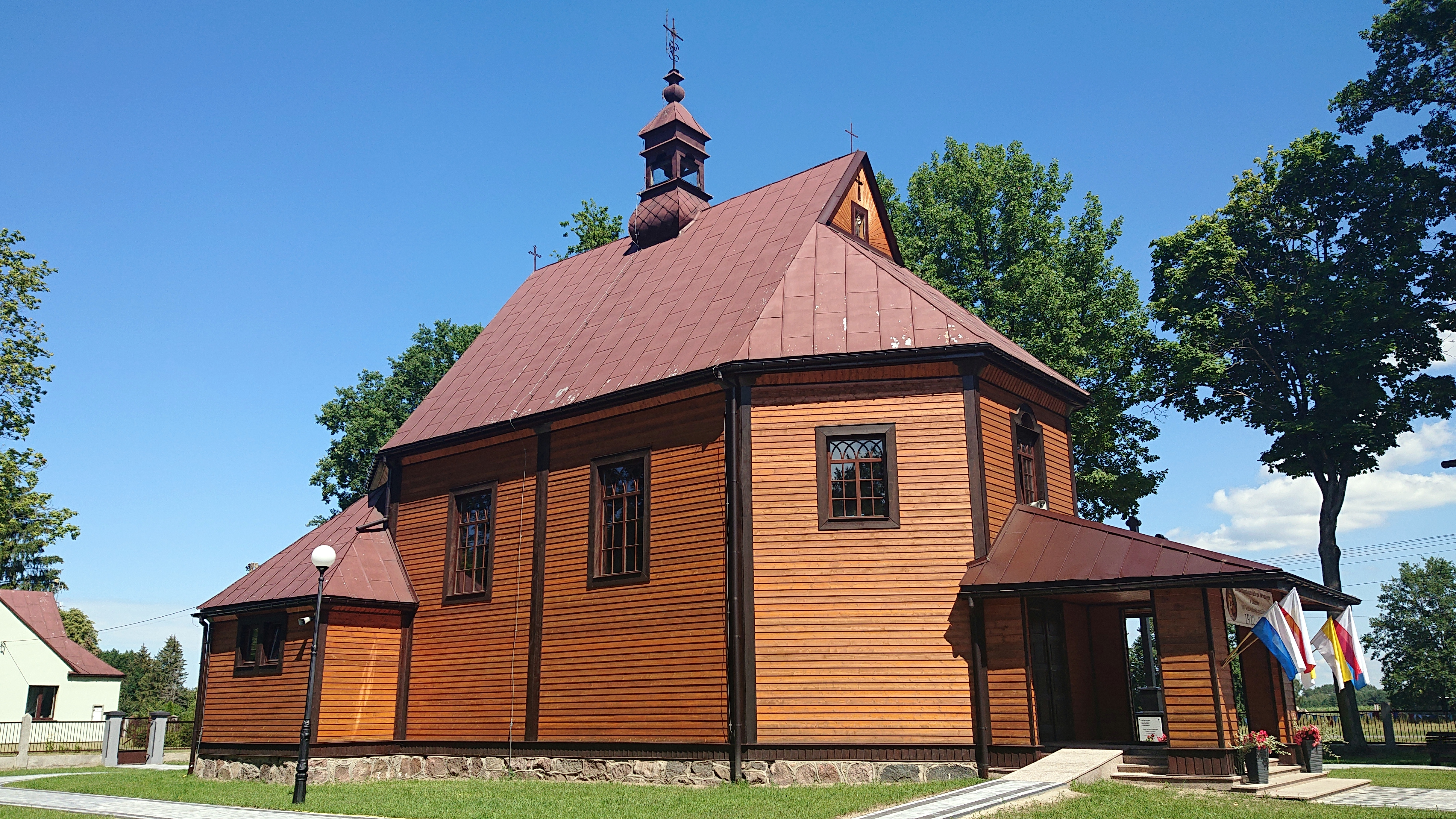
Widok z boku
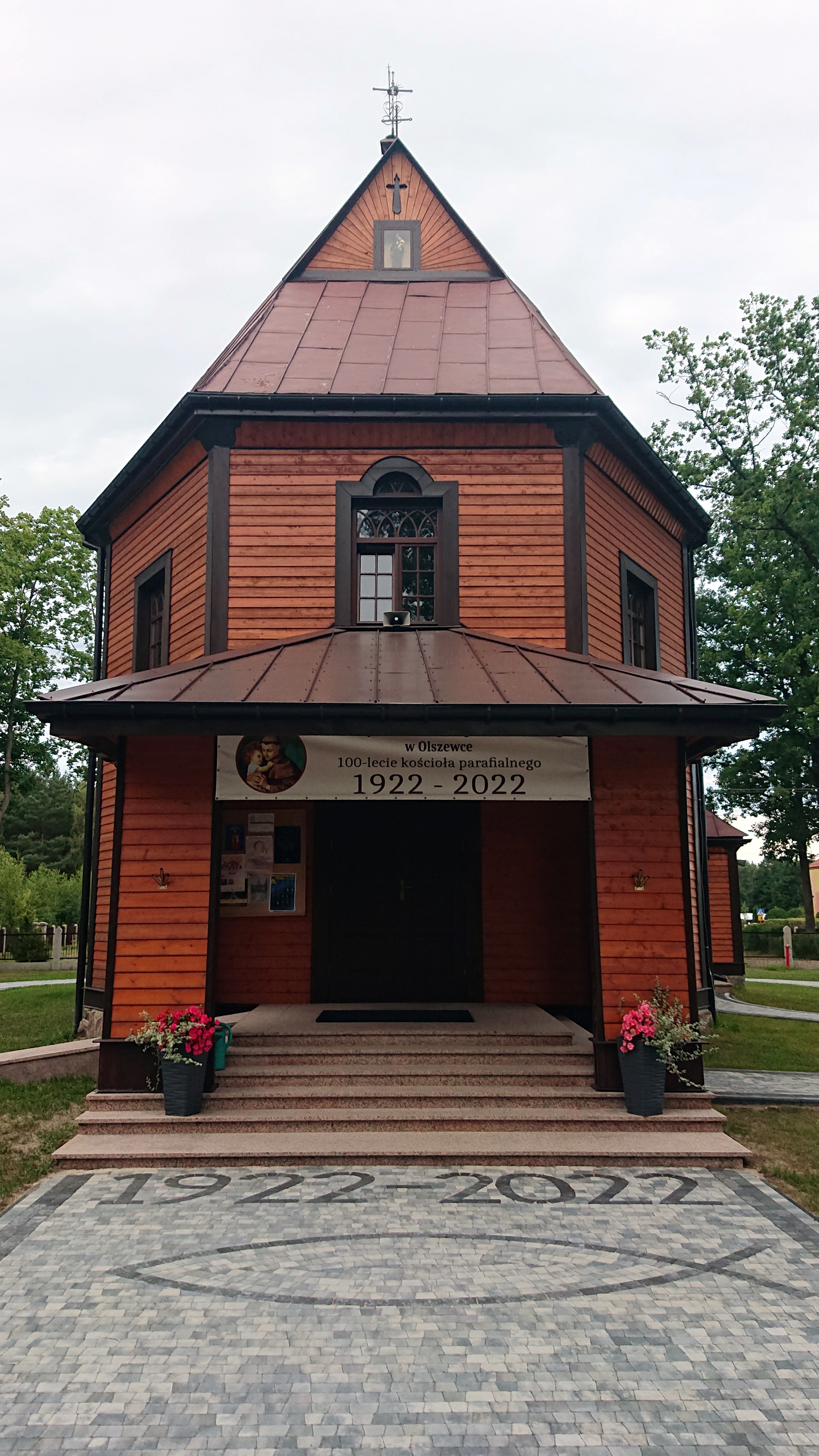
Frontowa ściana kościoła
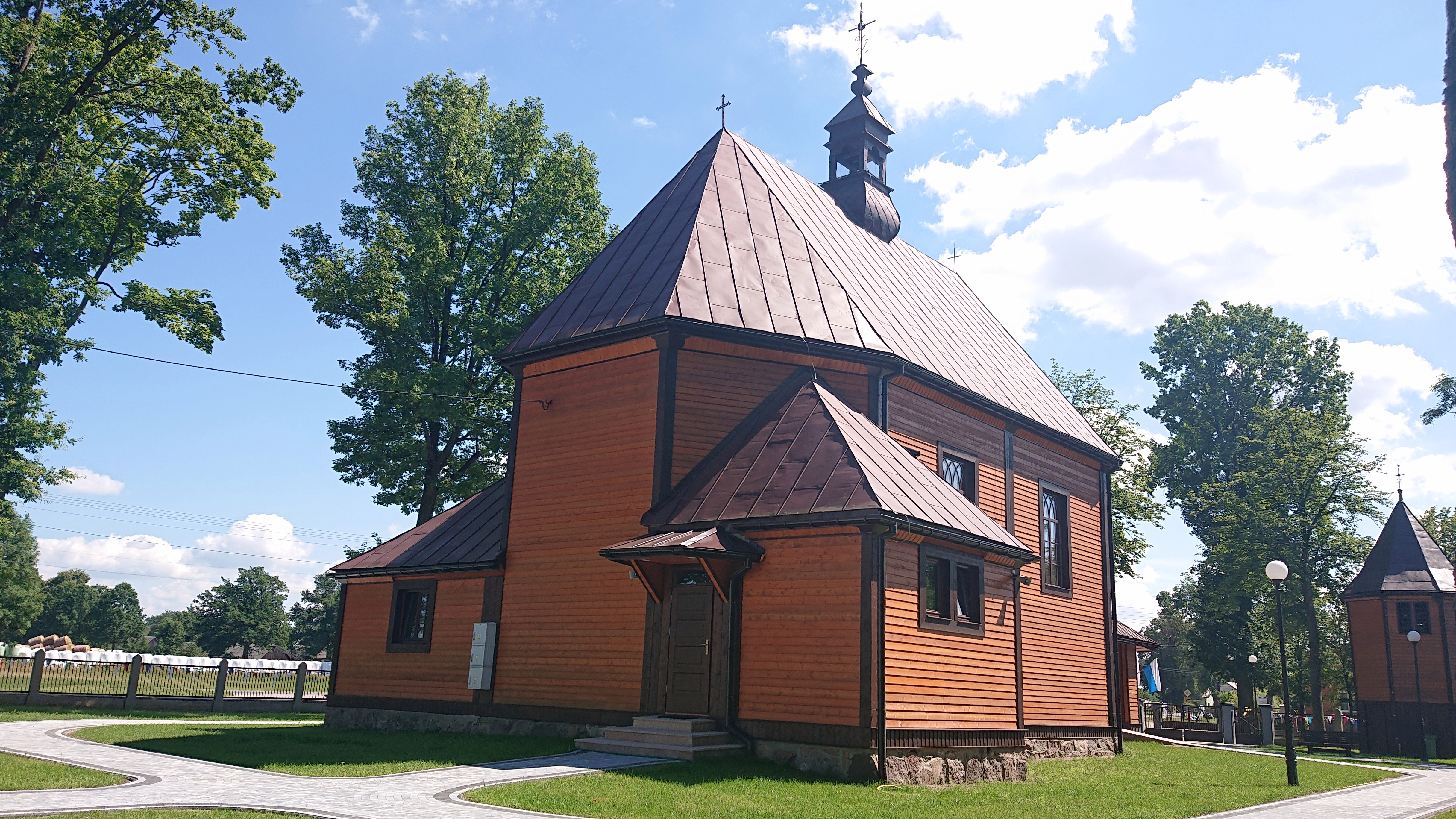
Kościół od tyłu
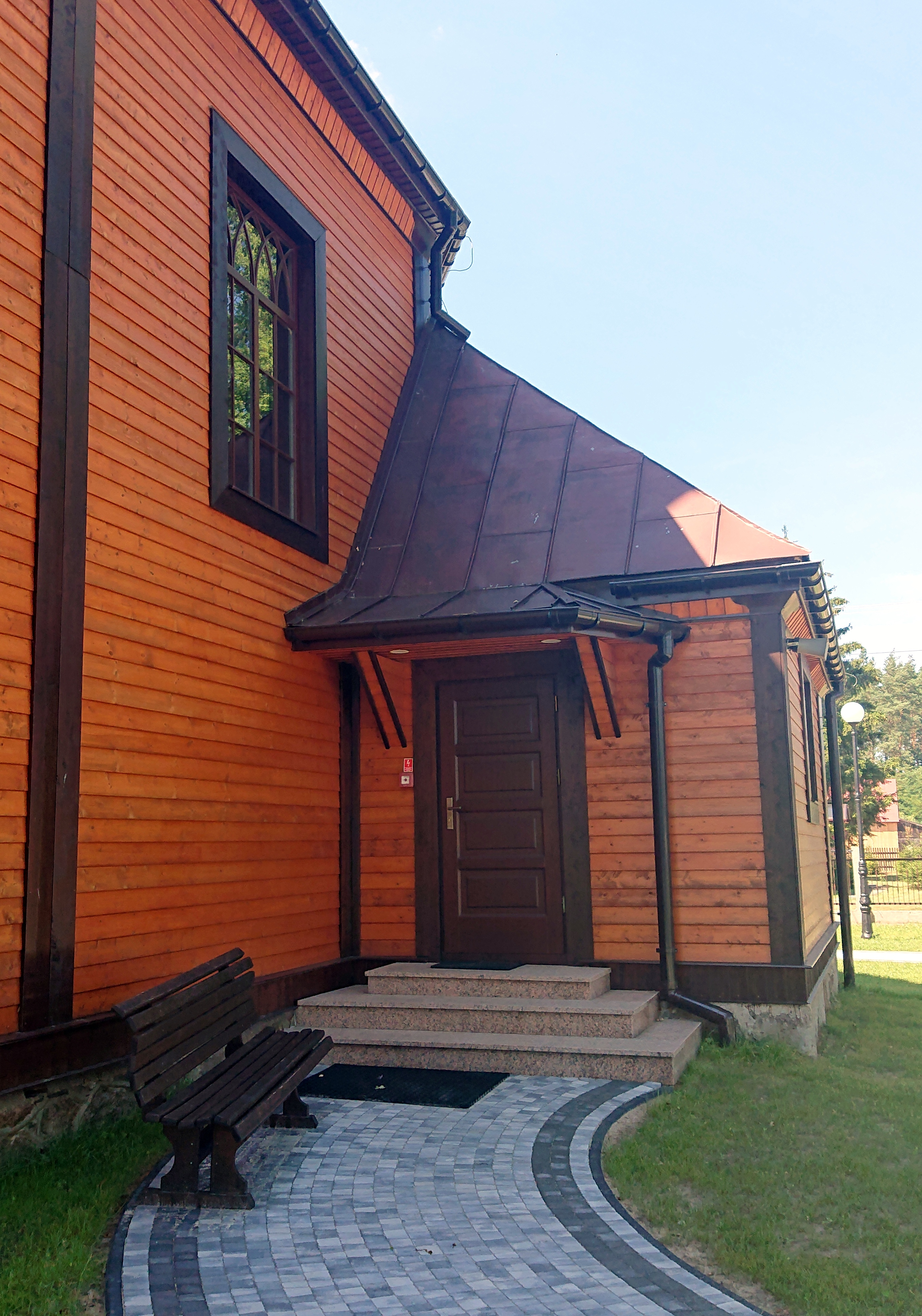
Wejście do zakrystii
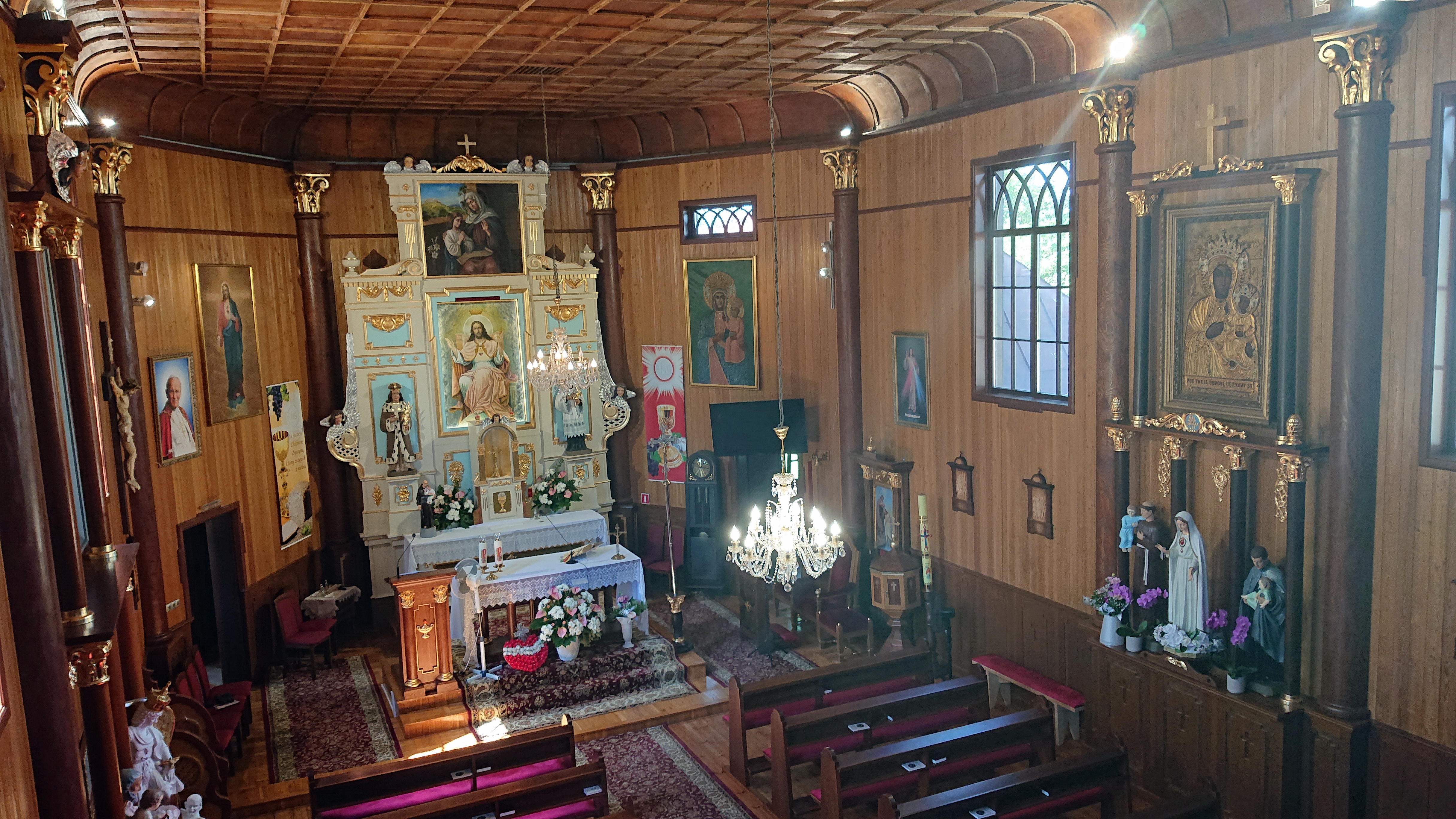
Widok z chóru
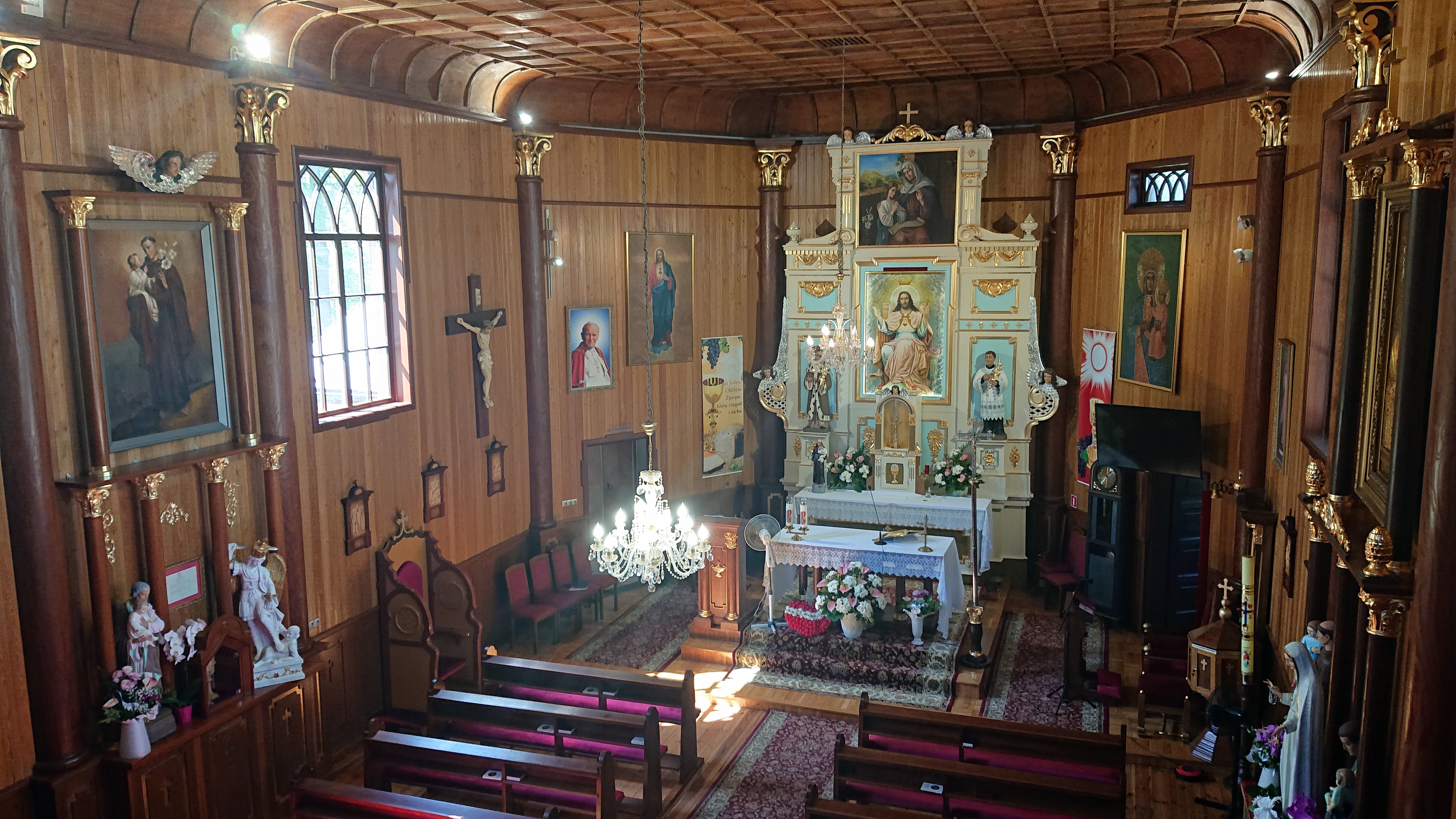
Widok z chóru
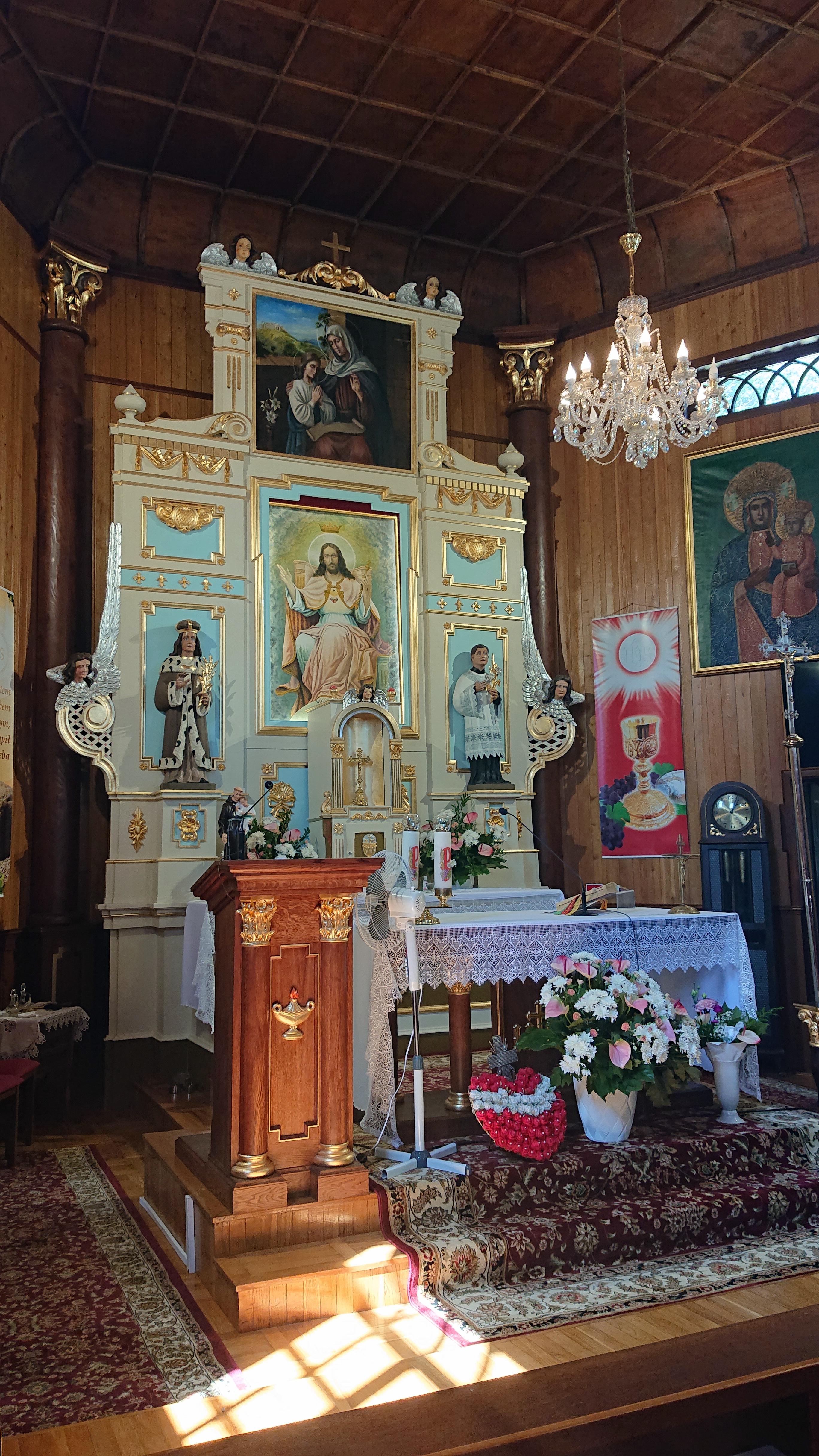
Ołtarz główny
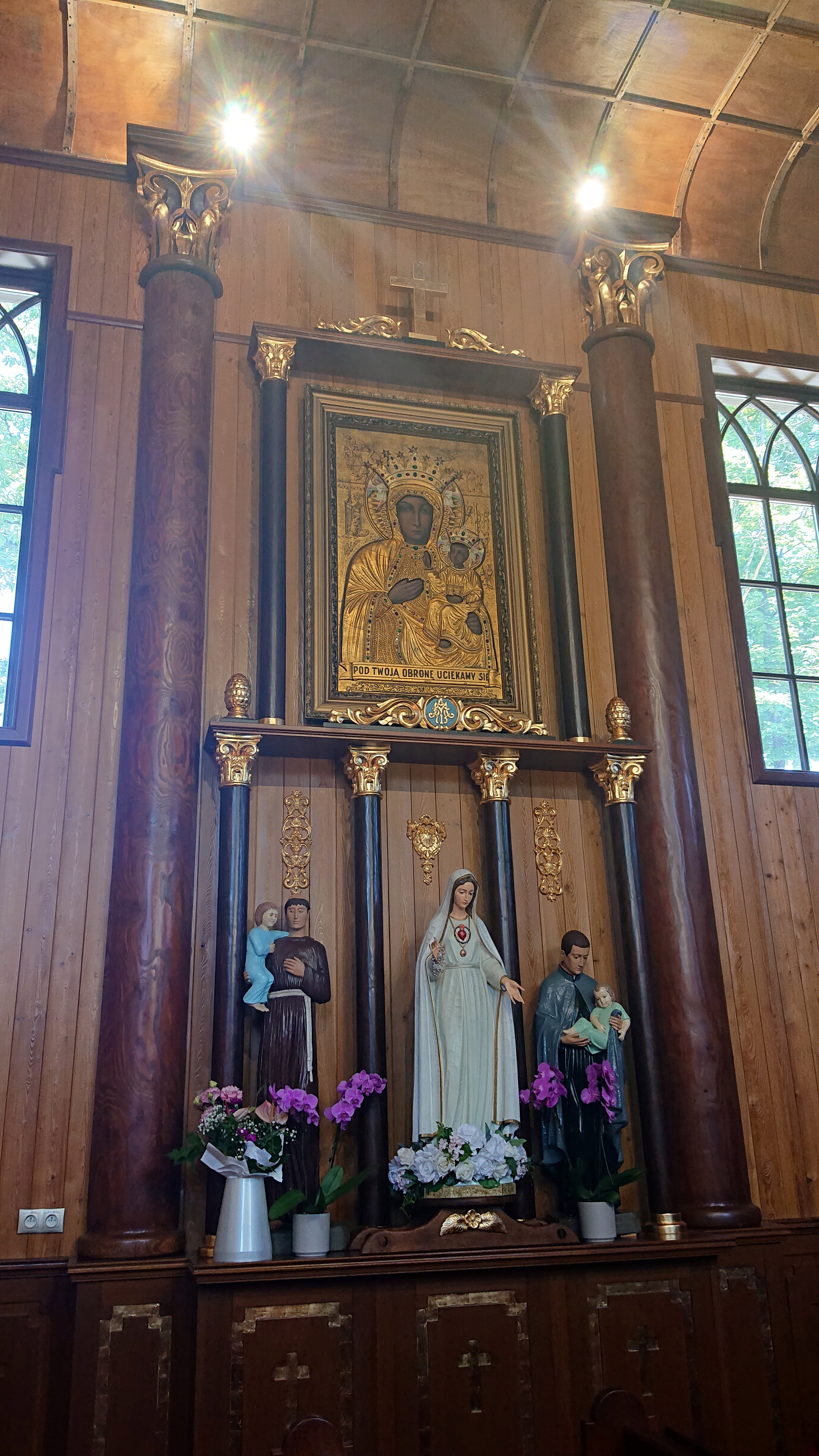
Ołtarz boczny
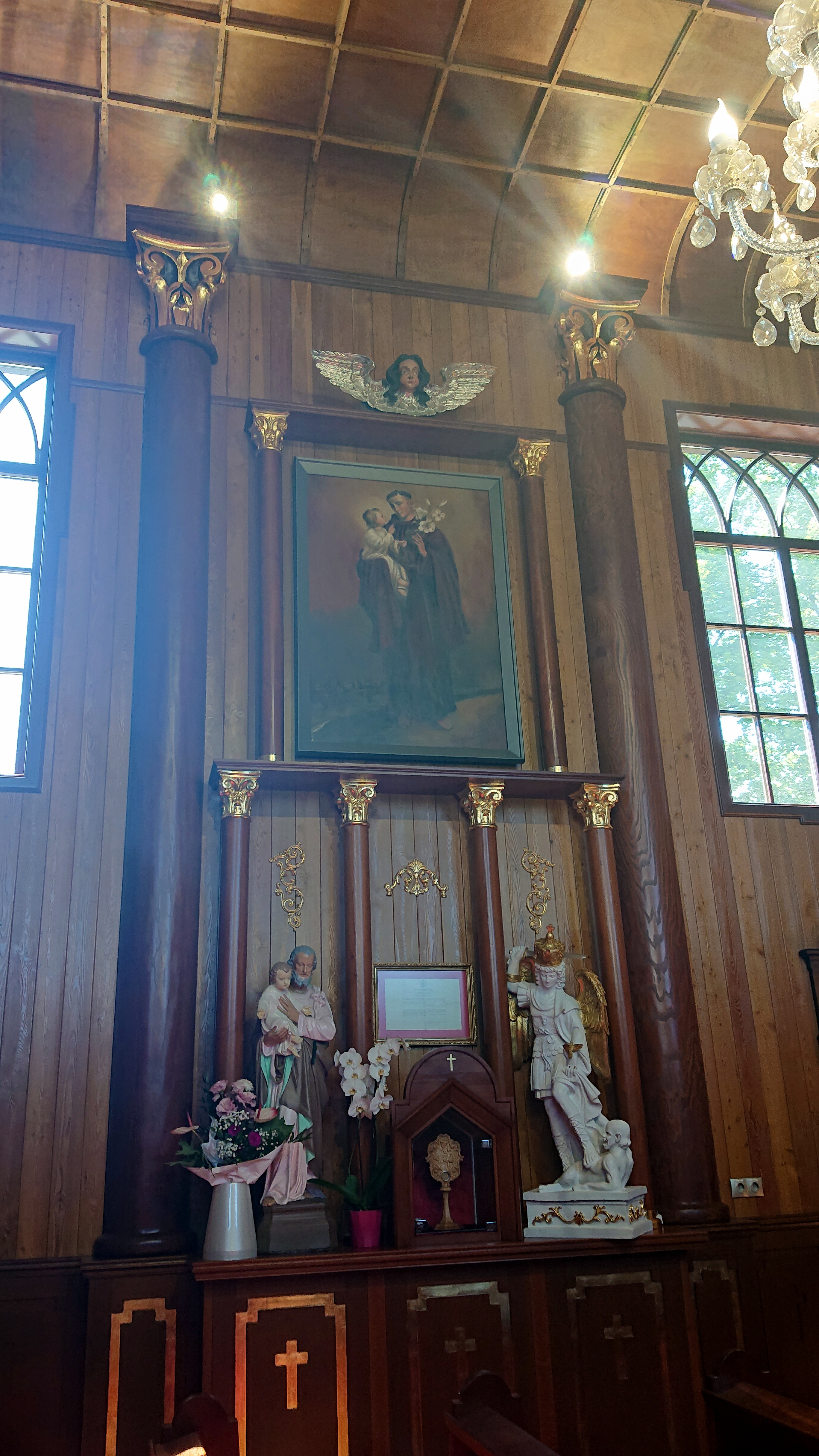
Ołtarz boczny
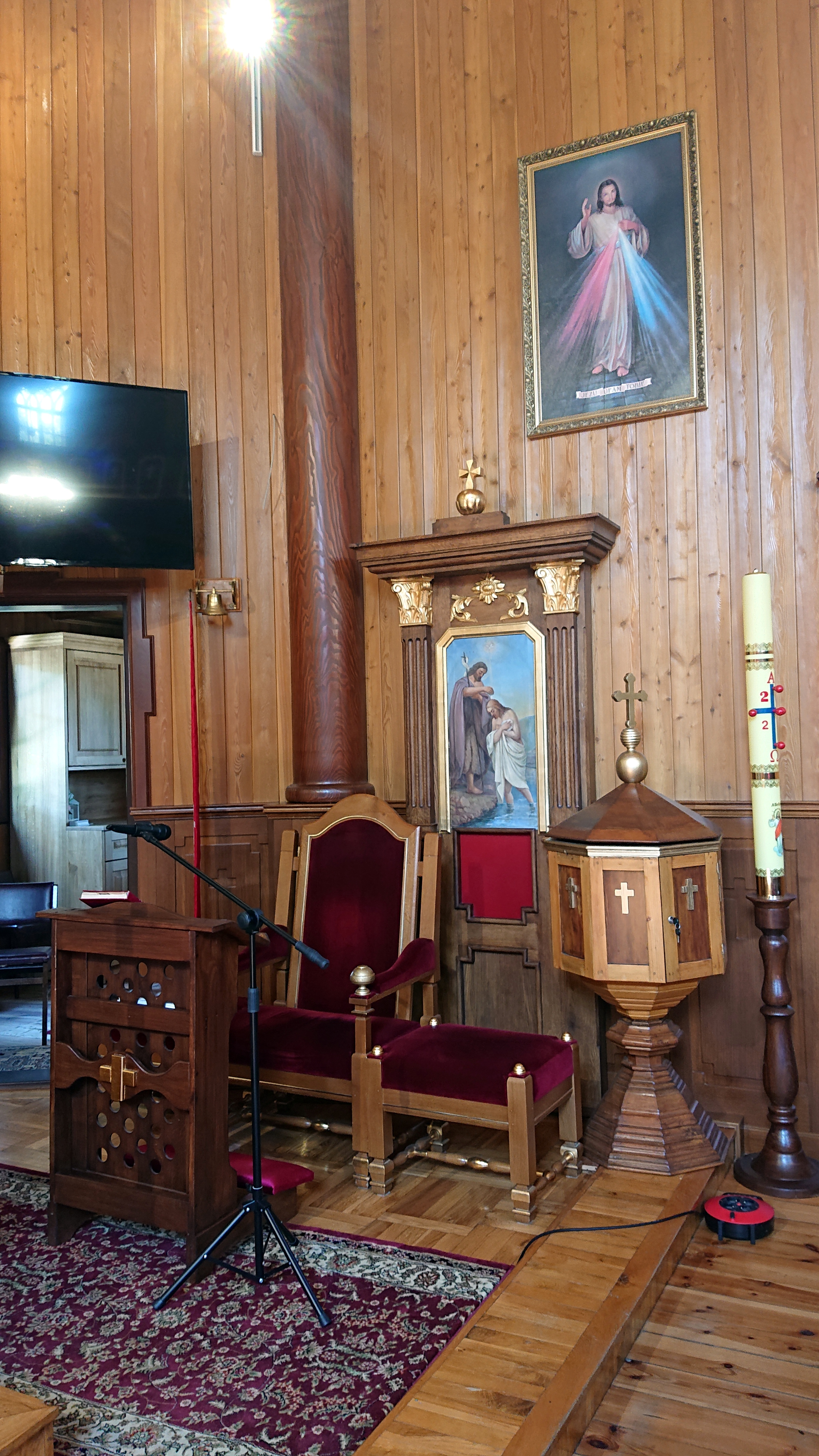
Chrzcielnica
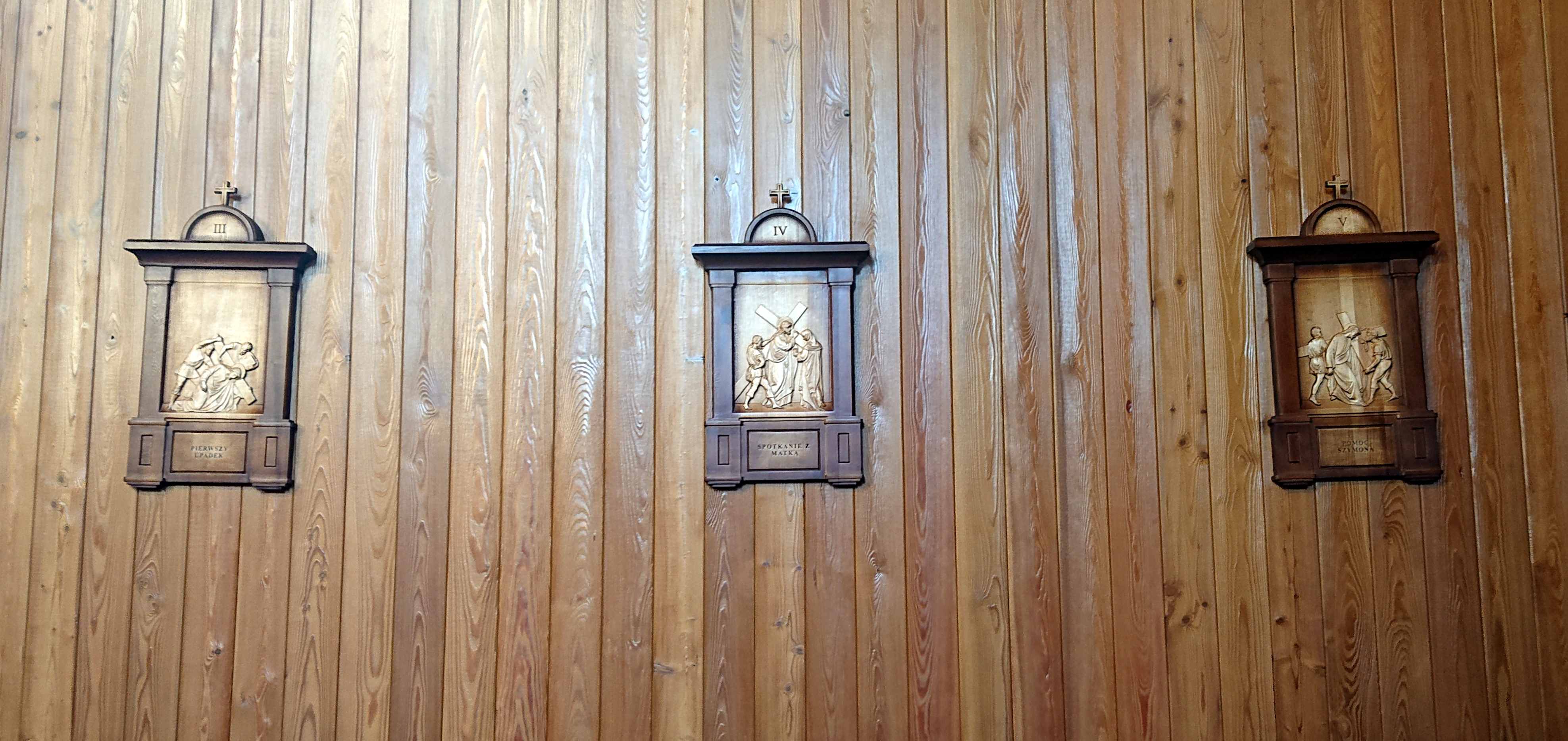
Stacje Drogi Krzyżowej
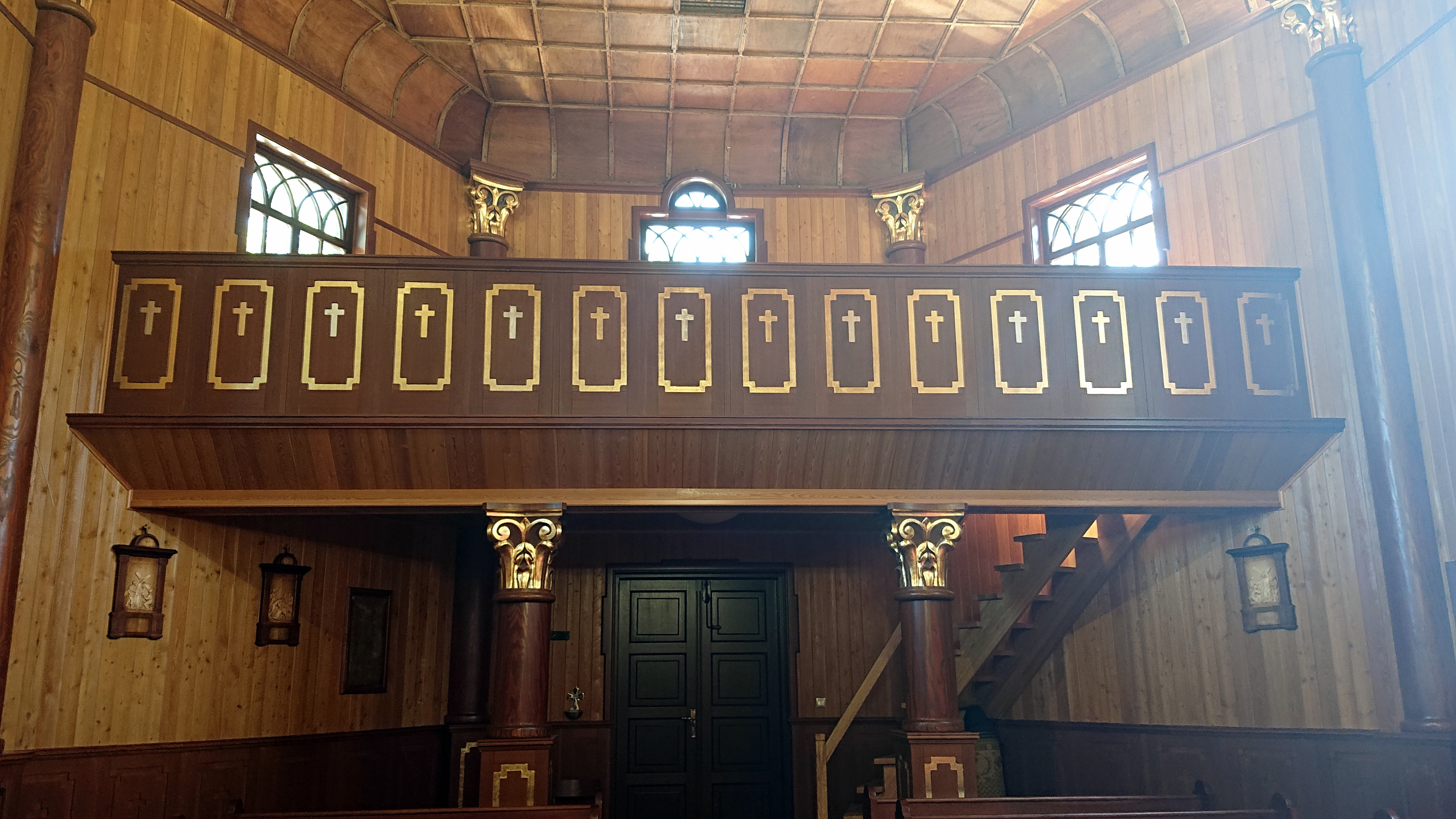
Chór muzyczny
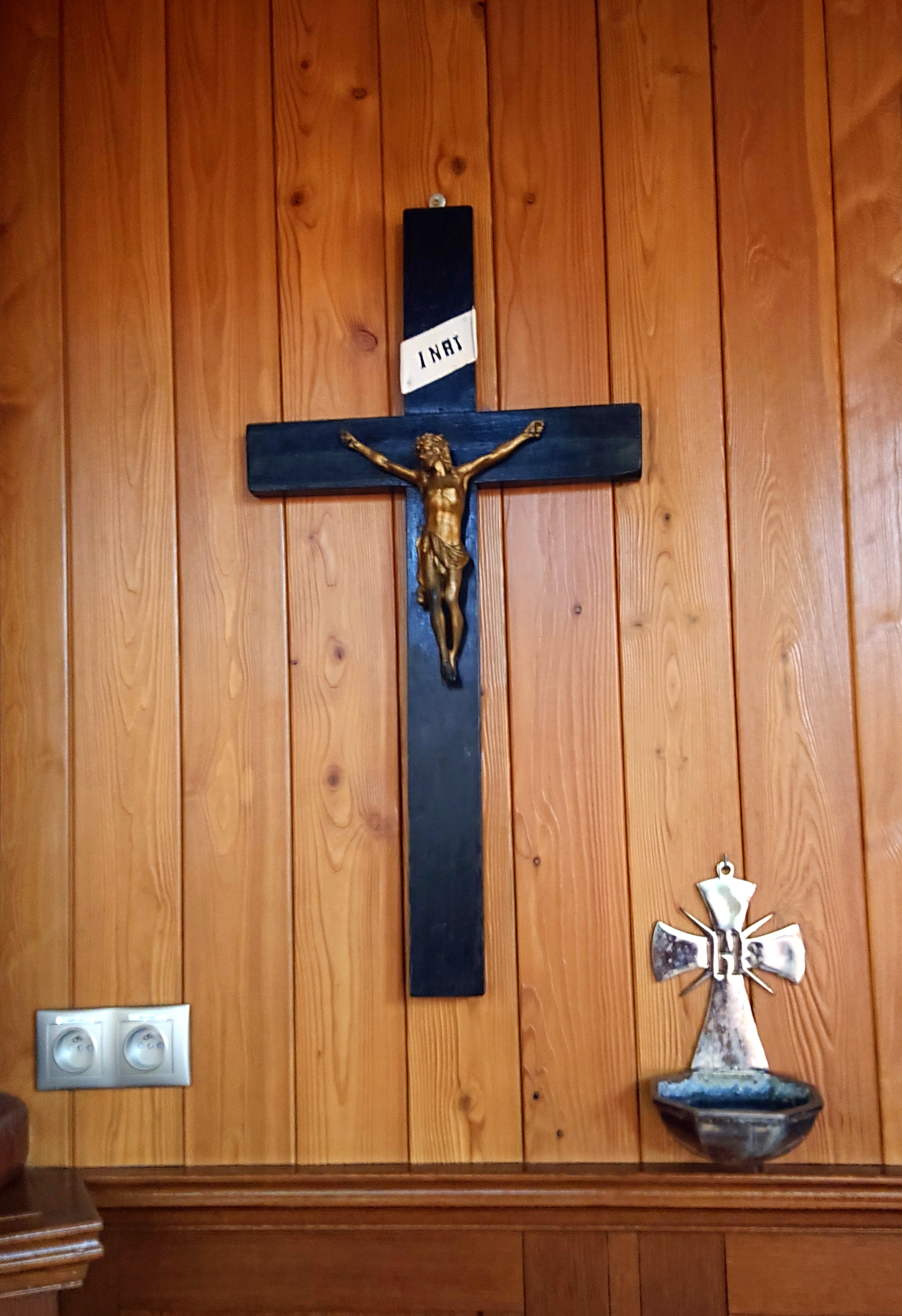
Krucyfiks i aspersorium w kruchcie
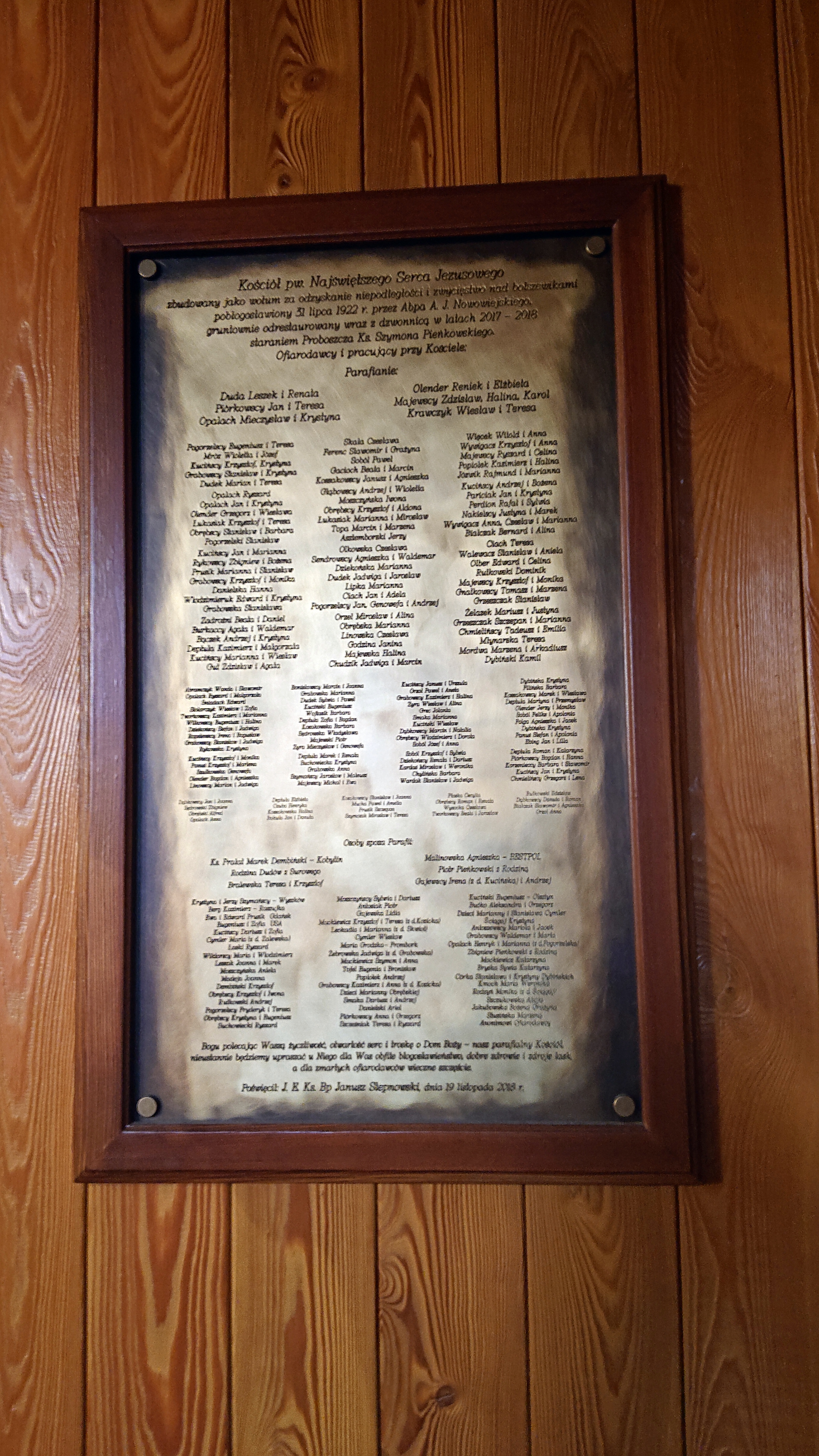
Tablica z nazwiskami osób i instytucji, które wsparły remont kościoła w 2017–2018